# Ridderhat-ordenen
Ridderhatte er orden af de svampe der kaldes lamelsvampe, dvs. hvor frugtlegemet er en paddehat med lameller på undersiden. Nogen er gode spisesvampe, men vores giftigste svampe findes også i denne orden. Familierne i ordnen medregnes dog oftest i Bladhatte-ordenen.
| Familier |

- Ridderhat-familien (Tricholomataceae)
- Rødblad-familien (Entolomataceae)
- Skærmhat-familien (Plutaceae)
- Fluesvamp-familien (Amanitaceae)